# Virginia valeriae
Virginia valeriae е вид змия от семейство Смокообразни (Colubridae). Видът не е застрашен от изчезване.

## Разпространение и местообитание
Разпространен е в САЩ.
Обитава наводнени райони, гористи местности, склонове, блата, мочурища и тресавища.

## Описание
Продължителността им на живот е около 9,5 години. Популацията на вида е стабилна.